# Зоопсихология

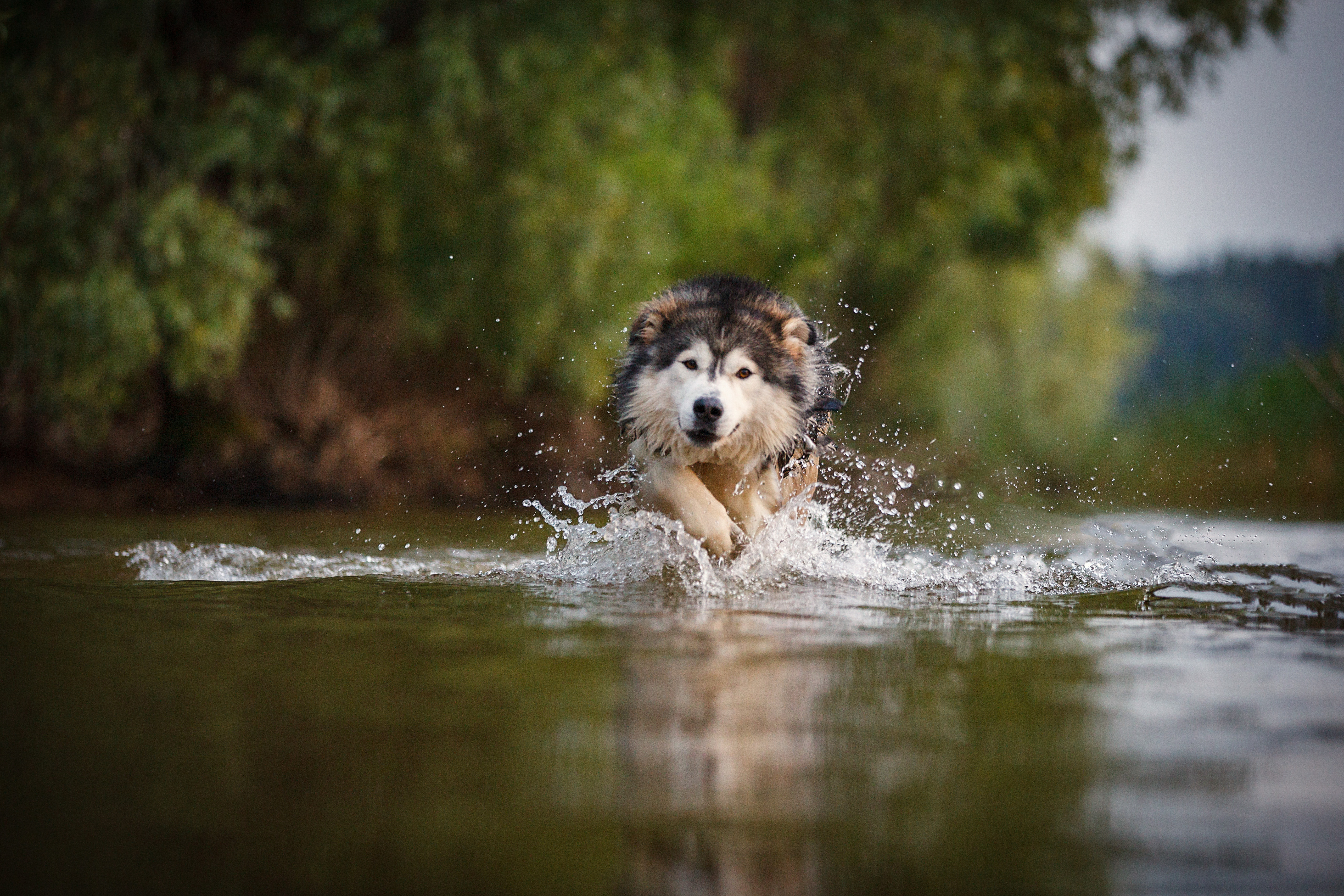
Ощущение свободы и радость от приобретения нового хозяина после серьёзных испытаний: маламут-длинник форсирует Рузское водохранилище.

Зоопсихология — наука о психической деятельности животных, её проявлениях, происхождении и развитии в видовом и индивидуальном аспектах. В психической деятельности отражается восприятие мира животным и отношение к нему, проявляющееся во внешнем поведении, доступном наблюдению со стороны. Психическая деятельность предшествует наблюдаемому поведению и целиком обуславливает реакции живого существа на события во внешней и/или внутренней среде. В практическом плане под психической деятельностью можно понимать совокупность интеллектуальных процессов и эмоциональных состояний.

## Общие сведения
Поскольку человек как Homo sapiens является высшим представителем животного мира, то стремление исследовать психику и поведение животных тесно связано с попытками человека понять самого себя. Первые работы в этой области принадлежат древнегреческим мыслителям (Сократ, Аристотель, Хрисипп). Научный позитивистский подход к изучению психики и поведения животных восходит к XVIII веку (Уайт, Леруа, Ламарк и многие другие).
В 1894 году было сформулировано «правило Моргана»: не следует привлекать для объяснения поведения животных более высоких психических категорий, чем необходимо. К числу факторов, негласно признанных не подлежащими изучению, были отнесены процессы психической деятельности. Основанием для исключения их из объекта исследования послужила недоступность этих процессов непосредственному наблюдению. Тем самым зоопсихология превратилась в исследование не психической деятельности как таковой, а лишь наблюдаемого поведения, которое является её результатом.
Крайне важный этап в развитии зоопсихологии как научной дисциплины был связан с идеями Чарльза Дарвина, говорившего об инстинктах как форме поведенческого эволюционного приспособления и настаивавшего на том, что психическое приспособление первично по отношению к морфологии организма. Тем самым была заложена база для развития работ в трех основных направлениях:
1. изучение эволюционного аспекта поведения;
2. изучение роли инстинктов в индивидуальном поведении;
3. наблюдение поведенческой общности человека и животных.

Эволюционный подход к изучению поведения лег в основу работ К.Лоренца, Н. Тинбергена и других этологов, относящиеся к первой половине XX века. Существенный вклад в развитие этологии как науки внёс австрийско-советский зоопсихолог К. Э. Фабри. Этология — это наука о формах поведения животных, характерных для данного биологического вида и обеспечивающих его выживание (видоспецифичные формы поведения). Этология практически не затрагивает вопроса об индивидуальном поведении и обуславливающих его мотивациях, а само поведение рассматривается в рамках вариаций наследственно закрепленных форм («комплексов фиксированных действий»). Понятно, что этология не охватывает психических и поведенческих аспектов межвидовых взаимодействий — в частности, отношений домашних животных с человеком.
В противоположность этологии и почти одновременно с ней развивался и прямо противоположный подход, названный бихевиоризмом (от англ. behavior — «поведение»). Родоначальник бихевиоризма, Дж. Б.Уотсон поставил задачу изучения механизмов формирования индивидуального поведения и способов воздействия на него. Основным предметом изучения для бихевиористов стали именно сиюминутные индивидуальные мотивации животного и их баланс, позволяющий формировать желательное для человека поведение. Бихевиоризм стал мощной и хорошо разработанной основой для изощренных методов дрессировки. Исследования бихевиористов сыграли немалую роль в понимании процессов формирования и использовании жизненного опыта в индивидуальном поведении. Ограничения бихевиоризма связаны с тем, что этот подход учитывает главным образом воздействие со стороны в процессе искусственного формирования поведения, снижая значение наследственно обусловленных форм активности.
К зоопсихологии примыкают и работы по физиологии высшей нервной деятельности, подтвердившие тот факт, что психические процессы имеют своё физиологическое, вещественное выражение. И. П. Павлов оставил нам прекрасный надежный метод изучения реакций животного на стимулы в лабораторных условиях. Однако, глубоко исследовав процесс формирования реакций и закрепления их в виде автоматизмов (условный рефлекс), нейрофизиологи не ставили перед собой задачу изучения поведения во всей его полноте и выяснения роли рефлексов в сложном поведении.
В «классической» зоопсихологии изучаются (в отрыве друг от друга) три аспекта психики и поведения животных:
1. наследуемое поведение в биологически обусловленных ситуациях — этология;
2. способы формирования желательного поведения животных — бихевиоризм;
3. физиологические основы психической деятельности — нейрофизиология.

Очевидно, что индивидуальное поведение животного сочетает в себе все перечисленные аспекты, но не исчерпывается даже самой изощренной их комбинацией. За пределами возможностей «классической» зоопсихологии остаются такие проблемы, как оценка животным конкретной ситуации, определение эффективности той или иной стратегии поведения и способов её реализации (с точки зрения вероятности достижения цели и затрат), роль партнера, активно или пассивно влияющего на принятие решений, и многие другие аспекты наблюдаемого поведения животных. Очевидно, что именно эти вопросы во многом определяют собой успех использования животных человеком.
В конце XX века зоопсихология начала развиваться как комплексная дисциплина, сочетающая изучение места животных в мире с другими подходами к исследованию природы. Так, например, в Московском Государственном Университете в настоящее время развивается такой подход, как «экологическая этология». Представители этого направления, по существу, продолжают работы этологов, но стремятся при этом более полно учесть возможные метаморфозы среды и разные варианты приспособления к ней в рамках целых биоценозов.
С начала 1990-х годов в Санкт-Петербурге начала развиваться принципиально новая отрасль зоопсихологии, изучающая собственно психическую деятельность — то есть, внутренние процессы, обуславливающие формирование тех или иных форм поведения. Данное направление опирается на формальные методы, позволяющие моделировать, восстанавливать и воспроизводить психические процессы.
Метод информационного моделирования психики универсален по отношению к биологическому виду (включая изучение психики человека) и дает основу для разработки прикладной психологии каждого вида. На этой теоретической основе базируются и такие практические применения, как коррекция психики животных, ветеринарная психоневрология и находящаяся на стыке зоопсихологии и ветеринарной психоневрологии ветеринарная психология.

## Этология
Этоло́гия — полевая дисциплина зоологии, изучающая присущее видам генетически обусловленное поведение (инстинкты) животных и его эволюционные аспекты. Термин ввёл в 1859 году французский зоолог Изидор Жоффруа Сент-Илер. Тесно связана с зоологией, эволюционной биологией, физиологией, генетикой, сравнительной психологией, зоопсихологией, а также является неотъемлемой частью когнитивной этологии. Основоположник этологии, лауреат Нобелевской премии Конрад Лоренц называл этологию «морфологией поведения животного».
Следует обратить внимание, что этология исследует собственно поведение животных, причем именно его видовые и эволюционные аспекты.

### Четыре вопроса Н. Тинбергена
Тинбергену принадлежит краткая формулировка основных проблем, вокруг которых должно концентрироваться внимание исследователей поведения. Согласно его определению, анализ поведенческого акта только в том случае можно считать полноценным, если исследователь пытается определить.
- приспособительную функцию: как поведенческий акт влияет на способность животного выживать и оставлять потомство?
- причину: какие воздействия запускают поведенческий акт?
- развитие в онтогенезе: как поведение меняется с годами, в течение индивидуального развития (онтогенеза), и какой предыдущий опыт необходим для проявления поведения?
- эволюционное развитие: каковы различия и сходства похожих поведенческих актов у родственных видов, и как эти поведенческие акты могли возникнуть и развиваться в процессе филогенеза?

## Бихевиоризм
Бихевиоризм — направление в психологии человека и животных, буквально — наука о поведении. Это направление в психологии, определявшее облик американской психологии в начале XX века, радикально преобразовавшее всю систему представлений о психике. Его кредо выражала формула, согласно которой предметом психологии является поведение, а не сознание. Поскольку тогда было принято ставить знак равенства между психикой и сознанием (психическими считались процессы, которые начинаются и заканчиваются в сознании), возникла версия, будто, устраняя сознание, бихевиоризм тем самым ликвидирует психику. Основателем данного направления в психологии был американский психолог Джон Уотсон.
Важнейшими категориями бихевиоризма являются стимул, под которым понимается любое воздействие на организм со стороны среды, в том числе и данная, наличная ситуация, реакция и подкрепление, в качестве которого для человека может выступать и словесная или эмоциональная реакция окружающих людей. Субъективные переживания при этом в современном бихевиоризме не отрицаются, но ставятся в положение, подчинённое этим воздействиям.
В зоопсихологии бихевиоризм исследует процессы формирования поведения.
Во второй половине 20-го века бихевиоризм был замещён когнитивной психологией, которая с тех пор доминирует в психологической науке. Однако многие идеи бихевиоризма до сих пор используются в определённых направлениях психологии и психотерапии.
Бихевиористами применялось два основных методологических подхода для исследования поведения: наблюдение в лабораторных, искусственно создаваемых и управляемых условиях, и наблюдение в естественной среде обитания.

## Нейрофизиология
Нейрофизиология — раздел физиологии животных и человека, изучающий функции нервной системы и её основных структурных единиц — нейронов. Она тесно связана с нейробиологией, психологией, неврологией, клинической нейрофизиологией, электрофизиологией, этологией, нейроанатомией и другими науками, занимающимися изучением мозга.
Одной из основ современной зоопсихологии и смежных отраслей является теория нервизма, созданная С.П.Боткиным. Она гласит, что нервная система является центральным управляющим звеном организма, поскольку воспринимает внешнюю информацию и выдает управляющие сигналы системе нейрогуморальной регуляции.
В соединении с представлениями нейрофизиологии и нейроанатомии новые перспективы для изучения своей материальной основы приобретает генетика поведения. На данных о нейрофизиологии в значительной степени строятся и смежные с зоопсихологией специализации в ветеринарной медицине — ветеринарная психология и ветеринарная психоневрология.

### Теория И. П. Павлова
Несмотря на существовавшие ранее работы С. П. Боткина, И. М. Сеченова, В. М. Бехтерева и др., основоположником условно-рефлекторной теории принято считать И. П. Павлова. Хотя именно синтез всех существовавших в этой области работ положил основу изучению материальной стороны нервной деятельности — физиологии ВНД, благодаря всемирной известности нобелевского лауреата, И. П. Павлов стал «лицом» учения.
На постулатах этой теории строятся многие научные и практические методы. В частности, описанный выше бихевиоризм в значительной мере строится на данных о физиологии высшей нервной деятельности и принципах формирования рефлексов.

## Адаптивная зоопсихология
Адаптивная зоопсихология (АЗ) — это наиболее современное направление в зоопсихологии, концепция которого основана на процессах психического приспособления к условиям среды, проявляющихся в наблюдаемом поведении. Поведение рассматривается как закономерный результат скрытых от наблюдения процессов восприятия, преобразования и генерации информации (психических процессов).
Моделирование психической деятельности как совокупности информационных процессов позволяет непротиворечиво сочетать представление о влиянии наследственных и прижизненных факторов, а также учесть влияние человека во всем его многообразии:
- человек как фактор эволюции домашних животных
- человек как вид-лидер в приспособлении к антропогенной среде
- индивидуальный хозяин, определяющий все условия жизни животного и все процессы приспособления.

Влияние человека не сводится к прямому пошаговому управлению поведением, что позволяет исследовать и формировать самостоятельные реакции животных и определять желательный результат поведения, не пользуясь конкретными инструкциями.
Практические методики, основанные на АЗ, дают возможность управлять собственным приспособлением животного к реальным условиям. В результате приспособительное поведение становится для животного естественным, благодаря чему устраняется любая возможность конфликтов.

## Зооинтеллектология
Зооинтеллектология — наука об интеллекте животных, как совокупности процессов обработки информации и принятия решений. Представляет собой синтез результатов других направлений зоопсихологии, изучающих поведение и обуславливающие его внутренние процессы.
Зооинтеллектология ставит своей целью понять закономерности, управляющие поведением животного и определяющие степень его адекватности реальной ситуации. Принципиальным отличием зооинтеллектологии от других направлений З. является представление психической деятельности как совокупности процессов преобразования информации.
Зооинтеллектология непротиворечиво объединяет результаты основных направлений «классической» зоопсихологии:
- этология дает основу для мотивационного анализа и понимания врожденных форм поведения, участвующих в генерации данного поведения;
- бихевиоризм предоставляет понимание процессов индивидуального развития и накопления и использования жизненного опыта;
- нейрофизиология определяет реализацию интеллектуальной деятельности в виде системы нервных процессов.

По существу, именно зооинтеллектология дает основу для ответа на «четыре вопроса Нико Тинбергена»:
- приспособительная функция — принятие решения, повышающего вероятность выживания;
- причина поведения — мотивация как актуальная потребность, подлежащая удовлетворению за счет данного поведения;
- развитие в онтогенезе — использование индивидуального жизненного опыта, видовая норма развития и отклонения от нормы;
- эволюционное развитие — интеллектуальная деятельность рассматривается одновременно как механизм и продукт филогенетического приспособления.

Объектом изучения зооинтеллектологии являются наблюдаемые связи между потребностями субъекта, характеристиками его нервной деятельности и результирующим поведением.
Предметом изучения следует считать внутренние процессы восприятия, преобразования и порождения информации, приводящие к наблюдаемому поведению.
Метод исследования — моделирование информационных процессов.
Зооинтеллектология опирается также на нейробиологическое представление об интеллекте как системе нервных процессов и закрепляемых нейронных путей, обеспечивающих генерацию информации, управляющей нужным поведением. Основами для такого представления является теория нервизма (С. П. Боткин, И. М. Сеченов) и объективная психология (В. М. Бехтерев). Работы по зооинтеллектологии уже привели к разработке принципиально новых методов формирования поведения животных в их взаимодействии с человеком[каких?].